# Izquierda Plural (Guadalupe)
Izquierda Plural (francés: Gauche Plurielle) es un partido político en el departamento de ultramar de Guadalupe. El partido tiene un escaño en la Asamblea Nacional francesa en el grupo del Partido Socialista.